# 大八浪乡
大八浪乡，是中华人民共和国黑龙江省佳木斯市桦南县下辖的一个乡镇级行政单位。

## 行政区划
大八浪乡下辖以下地区：
八浪村、大鲜村、宝山村、铁山村、新富村、检草沟村、九里六村、达连泡村、二道沟村、德荣村、西太平村、振兴村、齐心村、先锋村、七一村、吉兴村、北太平村、东安村和双鸭子村。